# 프리피야티강

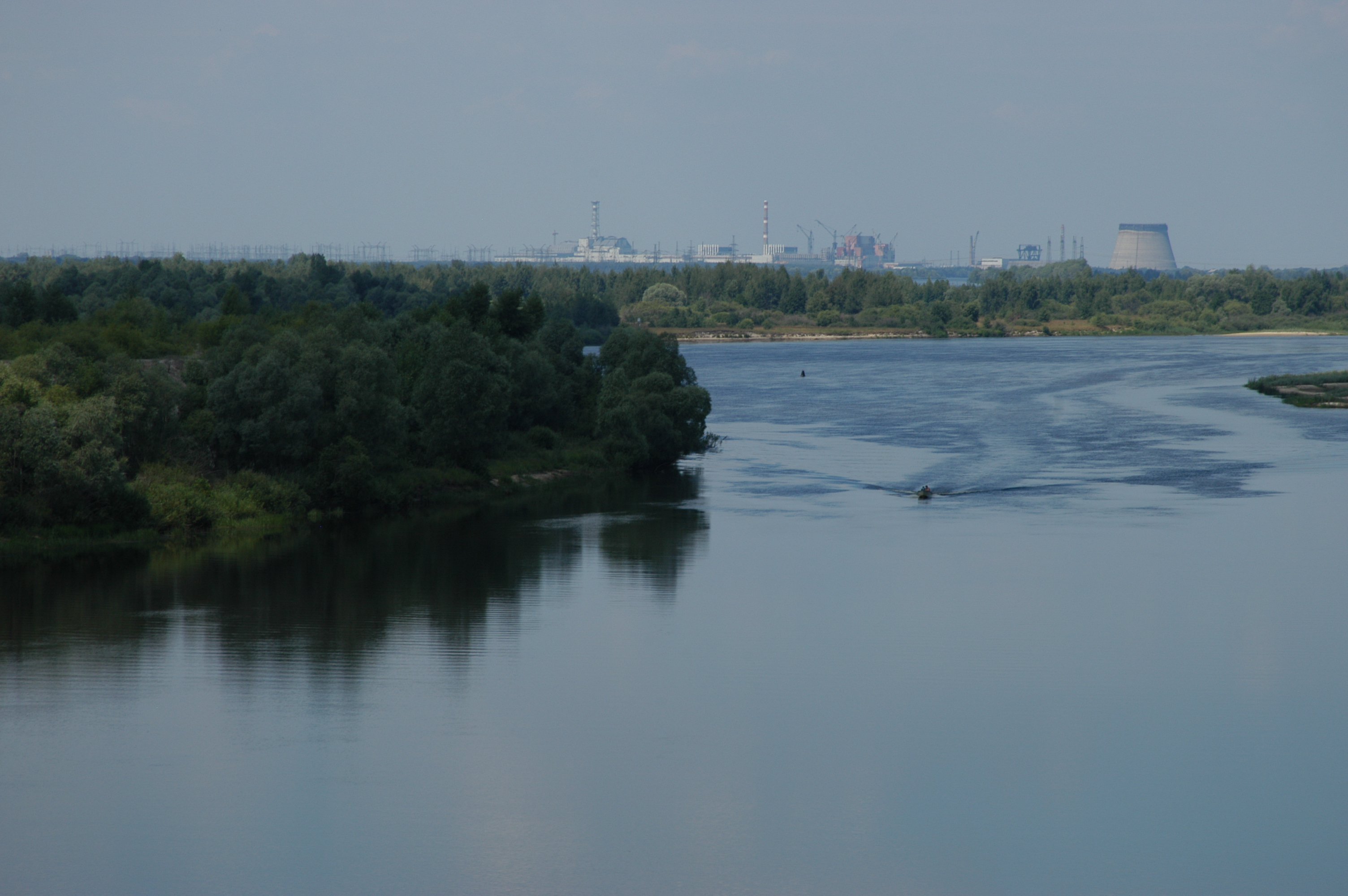
프리피야티강

프리피야티강(Prypiat River, Prypiat River, Припъять)은 약 761 km(473 마일) 길이의 동유럽의 강이다. 동쪽 방향으로 우크라이나, 벨라루스를 거쳐 다시 우크라이나로 흐른 뒤 드네프르강으로 빠진다.

## 개요
프리피야티강은 체르노빌 원자력 발전소 사고 지역 주위에 설치된 금지 구역을 지나간다. 프리피야티시(인구 45,000명)는 체르노빌 재난 이후 완전히 탈출하였다.
프리피야티의 저수지의 면적은 121,000 km2(47,000 제곱 마일)이며, 그 중 벨라루스가 차지하는 면적은 50,900 km2(19,700 제곱 마일)이다. 전체 강 길이 중 495 km(308 마일)는 벨라루스의 영토에 속한다.

## 서적
- (러시아어/영어/폴란드어) Ye.N.Meshechko, A.A.Gorbatsky (2005) Belarusian Polesye: Tourist Transeuropean Water Mains, Minsk, en:Four Quarters,
- (벨라루스어/러시아어/영어) T.A.Khvagina (2005) POLESYE from the Bug to the Ubort, Minsk Vysheysha shkola, ISBN 985-06-1153-7.

## 같이 보기
- 프리피야티 (도시)
- 체르노빌 원자력 발전소 사고
- 체르노빌 출입 금지 구역
- 체르노빌